# Boussé
Boussé är en provinshuvudstad i Burkina Faso.   Den ligger i provinsen Province du Kourwéogo och regionen Plateau-Central, i den centrala delen av landet, 50 km nordväst om huvudstaden Ouagadougou. Boussé ligger 344 meter över havet och antalet invånare är 15 868.
Terrängen runt Boussé är platt. Boussé är det största samhället i trakten.
Trakten runt Boussé består till största delen av jordbruksmark. Runt Boussé är det ganska tätbefolkat, med 90 invånare per kvadratkilometer.